# Jezioro Zyndackie
Jezioro Zyndackie – jezioro w Polsce, w województwie warmińsko-mazurskim, w powiecie mrągowskim, w gminie Sorkwity.

## Położenie i charakterystyka
Jezioro leży na Pojezierzu Mrągowskim, natomiast w regionalizacji przyrodniczo-leśnej – w mezoregionie Pojezierza Mrągowskiego, w dorzeczu Babięcka Struga–Krutynia–Pisa–Narew–Wisła. Znajduje się 7 km w kierunku północnym od Sorkwit. Nad jego północnymi brzegami leży wieś Zyndaki. W części północno-zachodniej ma połączenie z Jeziorem Warpuńskim, na południu wody odpływają w kierunku Jeziora Gielądzkiego. Według państwowego rejestru nazw geograficznych ciek ten to Bałowo (część Krutyni), natomiast według Głównego Inspektoratu Ochrony Środowiska w Olsztynie to Warpunka.
Linia brzegowa mało rozwinięta. Na jeziorze, w jego południowej części, znajduje się wyspa o powierzchni 0,2 ha. W okolicy brak jest lasów.
Według typologii rybackiej zalicza się do jezior sandaczowych.
Jezioro leży na terenie obwodu rybackiego Jeziora Gielądzkie w zlewni rzeki Pisa – nr 35. Na zbiorniku wodnym obowiązuje strefa ciszy.
W przesmyku między Jeziorem Warpuńskim a Jeziorem Zyndackim położone jest pruskie grodzisko w formie kopca o wymiarach podstawy ok. 35 × 17 m i wysokości 2 m.

## Morfometria
Według danych Instytutu Rybactwa Śródlądowego powierzchnia zwierciadła wody jeziora wynosi 39,5 ha. Średnia głębokość zbiornika wodnego to 4,0 m, a maksymalna – 10,3 m (punkt ten znajduje się w północno-wschodniej części akwenu). Lustro wody znajduje się na wysokości 134,1 m n.p.m. Objętość jeziora wynosi 1592,0 tys. m³. Maksymalna długość jeziora to 1120 m, a szerokość 480 m. Długość linii brzegowej wynosi 3370 m.
Inne dane uzyskano natomiast poprzez planimetrię jeziora na mapach w skali 1:50 000 opracowanych w Państwowym Układzie Współrzędnych 1965, zgodnie z poziomem odniesienia Kronsztadt. Otrzymana w ten sposób powierzchnia zbiornika wodnego to 37,5 ha, a wysokość bezwzględna lustra wody – 133,4 m n.p.m.

## Przyroda
Na odcinku rzecznym pomiędzy Jeziorem Warpuńskim a Jeziorem Zyndackim występuje szczeżuja wielka (Anodonta cygnea).
Jezioro leży na terenie obszaru chronionego krajobrazu Jezior Legińsko-Mrągowskich.